# Русальський Володимир
Русальський Володимир (справжнє прізвище і ім'я Гевеленко Іван; *15 червня 1911 — †5 травня 1957) - український журналіст і письменник-прозаїк родом з Уманщини.

## З біографії
Народ 15 червня 1911 р. у с. Писарівка на Уманщині. Співробітничав із обласними
та центральними газетами, був співробітником журналу „Літературна критика”. Емігрував, перебував у таборах у Німеччині. У 1949 р. прибув до Австралії, поселився
в Аделаїді, заробляв фізичною працею. Друкувався в Австралії, Канаді, Німеччині. Помер 5 травня
1957 р. в Аделаїді (Австралія).

## Творчість
Автор збірок новел і оповідань „Місячні ночі” (1945), „Сонячні дзвони” (1946), „Сміх Іскаріота”
(1947), „Після облоги міста” (1951), неопублікованих збірок „Бунт землі”, „Портрети моїх знайомих”.
Публікувався в альманасі «Новий Обрій»
Помер 1957 р. в Австралії, пох. в Аделаїді, штат Південна Австралія.